# Lauderdale (Tasmanien)
Lauderdale ist eine Kleinstadt und Vorort von Hobart im Südosten des australischen Bundesstaates Tasmanien. Bei der Volkszählung 2016 wurde die Einwohnerzahl von 2.411 festgestellt. Sie gehört zur Local Government Area Clarence City und liegt an der Ostseite des schmalen Isthmus zwischen der South-Arm-Halbinsel und der Hauptinsel Tasmanien. Die Stadt grenzt an die Ralphs Bay im Westen und mit dem Roches Beach an die Frederick Henry Bay im Osten, wo der größte Teil der Einwohner lebt. Entlang des nahegelegenen Seven Mile Beach findet man ein beliebtes Wohngebiet für Pendler in die Innenstadt von Hobart.

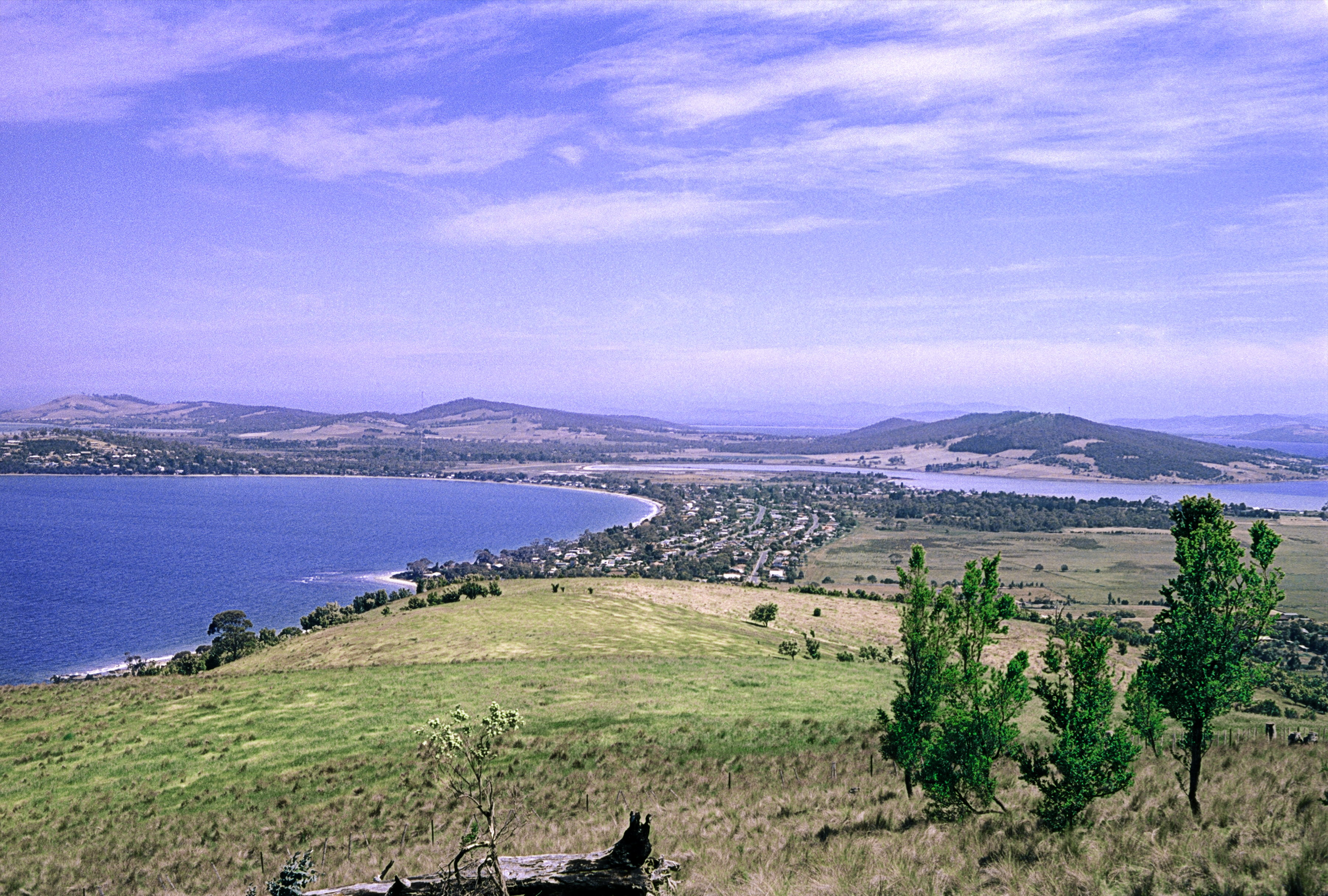
Im Norden der Stadt befindet sich der Single Hill, der einen Blick über Lauderdale bietet. Zu sehen ist der nahegelegene Sendemast von ABC Radio. An der Ralphs-Bay-Seite der Stadt (rechts) ist eine scharfe Linie zu erkennen, an der das Wasser seine Farbe wechselt. Sie ist besonders gut vom South Arm Highway (B33) aus zu sehen.

Die Walker Corporation hat vor, ein großes Wohngebiet namens Canal Estate an der Ralphs Bay vor Lauderdale zu errichten. Dagegen gab es aus ökologischen Gründen viele Proteste: Das Wohngebiet würde auf empfindlichem Marschland entstehen und den Lebensraum von Zugvögeln und seltenen Fischarten beeinträchtigen. Der frühere tasmanische Premierminister Paul Lennon unterstützte das Vorhaben intensiv. Die Save Ralphs Bay, Inc. führt mit Unterstützung der Gebietskörperschaften Kampagnen dagegen.

## Flugzeugabsturz 1946
Am 10. März 1946 startete eine Douglas DC-3 der Australian National Airways mit 21 Passagieren und 4 Crewmitgliedern vom Cambridge Aerodrome mit dem Ziel Flughafen Essendon. Weniger als zwei Minuten nach dem Start stürzte das Flugzeug auf den Seven Mile Beach, wobei alle Insassen umkamen. Damals war dies Australiens größte zivile Luftfahrtkatastrophe.